# Вольцоген, Каролина фон
Каролина фон Вольцоген (нем. Caroline von Wolzogen; урожд. фон Ленгефельд (von Lengefeld); 3 февраля 1763, Рудольштадт — 11 января 1847, Йена) — немецкая писательница, автор романа «Агнесса фон Лилиен» (1798), сестра Шарлотты фон Ленгефельд, жены Фридриха Шиллера, оказавшего большое влияние на её творчество. Перу Каролины фон Вольцоген также принадлежат «Письма из Швейцарии» (1784), драма «Левкадийская скала», несколько небольших рассказов и воспоминания о Шиллере «Жизнь Шиллера».